# اندرو یائو
 اندرو یائو (انگلیسی: Andrew Yao؛ زاده ۲۴ دسامبر ۱۹۴۶) یک دانشمند در زمینه علوم رایانه و نظریه محاسبات اهل ایالات متحده آمریکا است. او در حال حاضر استاد و رئیس موسسه علوم اطلاعات میان رشته‌ای (IIIS) در دانشگاه چینهوا است. یائو از قضیه مینیماکس برای اثبات آنچه که امروزه به عنوان اصل یائو شناخته می‌شود استفاده کرد.
یائو در تایوان بزرگ شد و از دانشگاه ملی تایوان فارغ‌التحصیل شد. او مدرک کارشناسی ارشد و دکترای خود را در رشته فیزیک از دانشگاه هاروارد دریافت کرد، سپس دکترای دوم خود را در رشته علوم رایانه از دانشگاه ایلینوی اربانا-شمپین دریافت کرد.
یائو یک شهروند ایالات متحده بود و سال‌ها در ایالات متحده کار کرد. در سال ۲۰۱۵، همراه با چن نینگ یانگ، از تابعیت ایالات متحده صرف نظر کرد و یک دانشمند آکادمی علوم چین شد.
وی همچنین برنده جوایزی همچون جایزه تورینگ شده است.

## اوایل زندگی و تحصیلات
یائو در سال ۱۹۴۶ در شانگهای چین متولد شد. والدینش بعداً به هنگ کنگ و سپس تایوان نقل مکان کردند، یائو در سال ۱۹۶۷ مدرک کارشناسی علوم (BS) خود را در رشته فیزیک از دانشگاه ملی تایوان دریافت کرد و تحصیلات تکمیلی خود را در ایالات متحده در دانشگاه هاروارد به پایان رساند، جایی که مدرک کارشناسی ارشد (M.A) خود را در رشته فیزیک در سال ۱۹۶۹ و سپس دکترای خود را در رشته فیزیک نظری در سال ۱۹۷۲ دریافت کرد. عنوان پایان‌نامه دکترای او «تقارن‌های درونی و مثبت‌اندیشی» بود و توسط شلدون لی گلاشو، برنده جایزه نوبل، راهنمایی شد. در سال ۱۹۷۵، یائو دومین دکترای خود را در رشته علوم رایانه از دانشگاه ایلینوی اربانا-شمپین به عنوان عضو بنیاد ملی علوم به پایان رساند. دومین رساله دکترای او با عنوان «مطالعه‌ای بر پیچیدگی محاسباتی ملموس» تحت نظارت دانشمند رایانه تایوانی، چانگ لائونگ لیو، بود.

## حرفه دانشگاهی
یائو استادیار موسسه فناوری ماساچوست (۱۹۷۵-۱۹۷۶)، استادیار دانشگاه استنفورد (۱۹۷۶-۱۹۸۱)، استاد دانشگاه کالیفرنیا، برکلی (۱۹۸۱-۱۹۸۲) و از سال ۱۹۸۲ تا ۱۹۸۶ و  استاد تمام دانشگاه استنفورد بود. از سال ۱۹۸۶ تا ۲۰۰۴، یائو استاد مهندسی و علوم کاربردی ویلیام و ادنا مکالیر در دانشگاه پرینستون بود و در آنجا به کار بر روی الگوریتم‌ها و پیچیدگی ادامه داد. در سال ۲۰۰۴، یائو استاد مرکز مطالعات پیشرفته، دانشگاه چینهوا (CASTU) و مدیر موسسه علوم رایانه نظری (ITCS)، دانشگاه چینهوا در پکن شد. از سال ۲۰۱۰، او به عنوان رئیس موسسه علوم اطلاعات میان رشته‌ای (IIIS) در دانشگاه چینهوا خدمت کرده است. در سال ۲۰۱۰، او کنفرانس نوآوری‌ها در علوم رایانه نظری (ITCS) را آغاز کرد. یائو همچنین استاد ممتاز دانشگاه چینی هنگ کنگ است.